# سیلوو (مونتانا)
سیلوو (به انگلیسی: The Silos) شهری در ایالت مونتانا کشور ایالات متحده آمریکا است که جمعیت آن در سرشماری سال ۲۰۱۰ میلادی، ۵۰۶ نفر بوده‌است.